# Mikàlida
Els mikàlides o Banu Míkal (persa: آل میکال, Āl-e Mīkāl) fou una destacada família aristocràtica del Gran Khorasan occidental als segles ix i xi, que eren descendent de la noblesa pre islàmica de la regió de Samarcanda
La família tenia origen en el rei sassànida Bahram V (Bahram Gor) (420-438). Un descendent seu fou nomenat šūr de Sogdiana (una mena de governador) probablement durant el segle vi. Hi va haver cinc šūrs de Sogdiana, el cinquè dels quals fou Divasti o Divashtig, que segons un document en sogdià trobat el 1933, portava el títol de rei de Sogdiana i senyor de Samarcanda i de Pandjikant, probablement després que la dinastia havia quedat independent dels sassànides a la meitat del segle vii. Divasti fou derrotat i mort a la vall de Zarafshan el 722, i el seu fill (podria ser Torkhun, anomenat pels àrabs Bakr) fou portat com a presoner de guerra a Iraq. Allí van viure tres generacions. A la quarta generació apareix Míkal ibn Abd-al-Wàhid, al començament del segle ix, que va donar nom a la família i es va establir al Khorasan.
Els seus fills Muhàmmad i Xah van servir com a comandants militars dels tahírides del Khorasan a Bagdad, Rayy i Nixapur. Muhàmmad vivia en aquesta darrera ciutat i va tenir un fill, Abd-Al·lah ibn Muhàmmad del que descendeixen els trenta-tres membres de la família coneguts. Abd-Al·lah ibn Muhàmmad va servir al safàrida Amr ibn al-Layth a Sistan, i també amb el rebel general safàrida Sabukiri i finalment com a governador d'Ahwaz pel califa al-Múqtadir (908-932). El seu fill Abu-l-Abbàs Ismaïl II va servir com a cap de l'administració dels samànides (diwan ar-rassàïl) i com a rais (‘alcalde’, posició esdevinguda hereditària) de Nixapur i va morir el 973.
Entre els posteriors membres de la família cal destacar:
- Abu-Alí Hassan, conegut com a Hassanak, visir de Mahmud de Gazni i rais de Nixapur
- Khwaja Alí Abu-l-Qàssim ibn Abd-Al·lah, rais de Gazni a la primera meitat del segle xi
- Abu-l-Mudhàffar ibn Alí Abi-l-Qàssim, fill de l'anterior, rais de Gazni, mort el 1055
- Abu-Abd-Al·lah Hussayn ibn Alí, oficial gaznèvida i després seljúcida (arribant breument a segon visir de Toghrul Beg)

També hi van haver destacats erudits, poetes, i benefactors de les arts. La família deixa de ser esmentada al final del segle xi.